# Stefania Sandrelli
Stefania Sandrelli (Viareggio, Toszkána, 1946. június 5. –) olasz színésznő. Kamaszlányként kezdett filmezni az 1960-as évek legelején, s az évtizedek folyamán az olasz filmművészet egyik állócsillaga lett. Szerencséje volt: mindjárt pályája elején jeles rendezők irányítása alatt dolgozhatott, tapasztalt kollégák partnereként, így lehetősége nyílt színészi tehetsége kibontakoztatására. Pályafutása szempontjából meghatározó volt az együttműködése Pietro Germivel és Bernardo Bertoluccival, de rajtuk kívül is számos elismert rendező bízott rá fontos feladatokat. 18 évesen, 1964-ben szülte a lányát, Amanda Sandrellit, aki ugyancsak színésznő lett. 1973-ban született fiának a Vito keresztnevet adta.

## Pályafutása

### A kezdetek

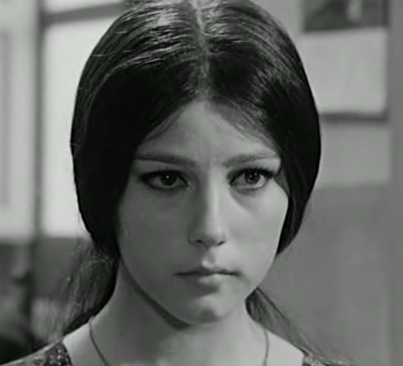
Agnese Ascalone szerepében az Elcsábítva és elhagyatva című filmben

Számos pályatársnőjéhez – Silvana Mangano, Gina Lollobrigida, Lucia Bosé, Sophia Loren és mások – hasonlóan Stefania karrierje is úgy kezdődött, hogy megnyert egy szépségversenyt. Ennek köszönhetően a 15 éves lány filmszerepet kapott, méghozzá rögtön Ugo Tognazzi oldalán A szövetséges (1961) című drámában. A következő esztendőben Marcello Mastroianni partnere lehetett Pietro Germi világsikert aratott komédiájában, amely Válás olasz módra címmel Magyarországra is eljutott. Igazán testhezálló szerepet játszott: egy koraérett, érzéki fiatal lányt. Germi következő filmje, az Elcsábítva és elhagyatva (1964) főszerepében a kritikusokat is végleg meggyőzte figyelemre méltó színészi tehetségéről. Mentora Az erkölcstelen férfi (1967) című vígjátékában is szerepet osztott rá. Bernardo Bertolucci Partner (1968) című drámája újabb fontos állomás volt Sandrelli pályáján, de ennél is jelentősebb volt az Alberto Moravia regényéből készült A megalkuvó (1970), amelyben Stefania a főszereplő Jean-Louis Trintignant kissé butácska, ám érzéki feleségének a szerepét játszotta. Leszbikus színezetű táncjelenete partnernőjével, Dominique Sandával a mű egyik emlékezetes képsora. A két Bertolucci-film között forgatta a Gramigna szeretője (1969) című drámát Carlo Lizzani irányítása alatt.

### Az1970-es évek

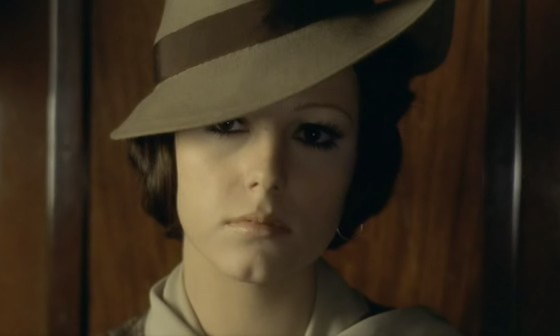
Giulia szerepében A megalkuvó című filmben

Az új évtized elején Stefania ismét Pietro Germivel dolgozott, ezúttal utoljára. Az Alfredo, Alfredo (1971) című vígjátékban a főszerepet alakító Dustin Hoffman szerelmét, a vonzó patikuslányt játszotta, aki azonban szélsőséges hangulatváltozásaival, túlzott ragaszkodásával tönkreteszi kettőjük házasságát. Luigi Comencini Szerelmi bűntény (1974) című melodramatikus filmjében egy tragikus sorsú fiatal lányt formált meg a rokonszenves Giuliano Gemma partnereként. Nino Manfredi és Vittorio Gassman társaságában játszott Ettore Scola Mennyire szerettük egymást! (1974) című nagy ívű társadalmi körképében, amely jelentős kritikai sikernek bizonyult. A bűnügyi filmek jeles francia mestere, Alain Corneau Police Python 357 (1976) című krimijében az Yves Montand megformálta főszereplő szeretőjét alakította, aki gyilkosság áldozata lesz. Bernardo Bertolucci Huszadik század (1976) című világsikerű történelmi tablójában az öntudatos és szókimondó tanítónőt, a temperamentumos Anitát keltette életre. Partnerei most sem akárkik voltak: Robert De Niro, Gérard Depardieu, Donald Sutherland, Laura Betti, Burt Lancaster, Sterling Hayden, Alida Valli és ismét Dominique Sanda. Az évtizedet Stefania Luigi Comencini Forgalmi dugó (1979) című filmjével zárta, amelyben rajta kívül olyan sztárok szerepeltek még, mint például Alberto Sordi, Marcello Mastroianni, Ugo Tognazzi, Fernando Rey és Annie Girardot.

### Az1980-as évek
Ettore Scola A terasz (1980) című filmje bizonyos értelemben a művész korábbi alkotása, a Mennyire szerettük egymást! ikerdarabja. Az új mű egyfajta látlelet a középkorú olasz értelmiségről, melynek tagjai az ’50-es–’60-as években voltak fiatalok, s lázadó ifjakból megalkuvó, pocakosodó értelmiségiek és hivatalnokok lettek. Sandrelli partnerei Mastroianni, Tognazzi, Gassman, Trintignant és Serge Reggiani voltak. Bő egy évtizeddel A megalkuvó után Stefania egy újabb Moravia-adaptációban is játszott: a La Disubbidienza (1981) története a fasiszta Salòi Köztársaság idején játszódik, Sandrelli mellett az új erotikus csillag, Teresa Ann Savoy is látható volt benne. Stefania óriási közönségsikert aratott Tinto Brass erotikus botrányfilmjében, A kulcsban (1983), nem kis részt azért, mert számos jelenetben teljesen meztelenül volt látható, esetenként meglepően merész beállításokban. Férjét a kitűnő angol karakterszínész, Frank Finlay alakította. Ha már erotika, Sandrelli szerepet vállalt Sergio Nasca D’Annunzio (1985) című művében is, amely a kiváló költő életének erotikus mozzanataira helyezte a hangsúlyt, de mindvégig megmaradt a jó ízlés határain belül. Gábor Pál Olaszországban forgatta utolsó filmjét A menyasszony gyönyörű volt (1986) címmel, és ebben a női főszerepet Stefaniára bízta. Mario Monicelli Reméljük, lány lesz (1986) című emlékezetes „női” filmjében olyan remek színészek voltak láthatók, mint Catherine Deneuve, Liv Ullmann, Philippe Noiret, Bernard Blier, Giuliano Gemma és persze Sandrelli, aki a szeretőt játszotta. Ettore Scola A család (1987) című nagy közönségsikert aratott alkotása szinte végig egyetlen lakásban játszódik, és több évtizeden átívelve meséli el egy család életének történetét. Stefania a szerető feleség szerepét kapta, partnerei között pedig régi kedves kollégája, Vittorio Gassman mellett felbukkant Philippe Noiret és Fanny Ardant is.

### Az 1990-es évektől napjainkig
Az 1990-es években Stefania a tőle megszokott intenzitással dolgozott, ám az európai filmművészet háttérbe szorulása miatt a korábbiaknál lényegesen kevesebb filmje vált nemzetközileg is ismertté. Ezek egyike Bigas Luna Sonka, sonka (1992) című melodrámája, amely Spanyolországban készült. Ebben egy jómódú, élvhajhász anyát játszik, aki ravasz módon próbálja eltávolítani fiától annak szegény sorból származó kedvesét, de ármánykodása végül tragédiához vezet. A szereplőgárdából később Penélope Cruz és Javier Bardem nemzetközi hírű sztár lett. 15 év szünet után, 1996-ban Bertolucci ismét Olaszországban forgatott, és a Lopott szépség egyik szerepére Stefaniát szerződtette. A színésznő televíziós szereplései közül a Rocca parancsnok című sorozat volt a legsikeresebb. Bigas Luna szerepet adott Sandrellinek  A meztelen Maya (1999) című munkájában is. A kritikusok különösen dicsérték Stefaniának Az utolsó csók (2001) című filmben nyújtott alakítását: egy válságba került középkorú nőt formált meg. Sikerekben gazdag, színvonalas művészi pályája elismeréseként a 62. Velencei Nemzetközi Filmfesztiválon 2005. szeptember 10-én életműdíjat kapott.

## Filmjei
- 2009 Ce nvè per tutti
- 2008 Puccini (tévéfilm) (utómunkálatoknál tart)
- 2008 Un giorno perfetto
- 2008 Ogni giorno (tévéfilm)
- 2008 Io ti assolvo (tévéfilm)
- 2007 Il Generale Dalla Chiesa (tévésorozat)
- 2007 Io e mamma (tévésorozat)
- 2005 Ricomincio da me (tévésorozat)
- 2004 Lelked tükre (Te lo leggo negli occhi)
- 2004 A konyhában soha / Ínyenc történet (Mai storie d’amore in cucina) (tévéfilm)
- 2004 Renzo és Lucia (Renzo e Lucia) (tévéfilm)
- 2004 La Tassinara (tévésorozat)
- 2003 Um Filme Falado
- 2003 Blindati (tévéfilm)
- 2003 La vita come viene
- 2001 Figli/Hijos
- 2001 Il Bello delle donne (tévésorozat)
- 2001 Az utolsó csók (L’ultimo bacio)
- 2000 A Messiásra várva (Esperando al mesías)
- 2000 L’altra cara de la lluna
- 2000 Égből pottyant… (Piovuto dal cielo) (tévéfilm)
- 2000 Villa Ada (tévéfilm)
- 1999 A meztelen Maya (Volavérunt)
- 1999 Il Morso del serpente (tévéfilm)
- 1998 Matrimoni
- 1998 A vacsora (La cena)
- 1998 Marseille (tévésorozat)
- 1998 Le faremo tanto male
- 1997 Caro maestro (tévésorozat)
- 1997 Teo (tévéfilm)
- 1996 Lopott szépség (Io ballo da sola / Stealing Beauty)
- 1996 Biscotti
- 1996 Ninfa plebea
- 1996 Rocca parancsnok (Il Maresciallo Rocca) (tévésorozat, a Senso di colpa és az Una morte annunciata című epizódokban)
- 1995 Caramelle
- 1995 Palermo – Milánó, egyszeri utazás (Palermo Milano solo andata)
- 1995 Kutya úr (Mister Dog)
- 1995 Tatiana, la muñeca rusa
- 1994 Csukott szemmel (Con gli occhi chiusi)
- 1994 Of Love and Shadows
- 1994 A sárkány gyűrűje (Desideria e l’anello del drago) (tévésorozat)
- 1994 Ho un segreto con papà (tévéfilm)
- 1993 L’Oeil écarlate
- 1993 Querida Concha (tévésorozat, csak egy epizódban!)
- 1993 Per amore, solo per amore
- 1993 Colpo di coda (tévéfilm)
- 1993 Una madre come tu (tévésorozat)
- 1992 Non chiamarmi Omar
- 1992 Sonka, sonka (Jamón, jamón)
- 1992 Nottataccia
- 1990 Tracce di vita amorosa
- 1990 Evelina e i suoi figli
- 1990 Il Male oscuro
- 1990 A visszatérés (L’Africana)
- 1990 Come una mamma (tévéfilm)
- 1989 A hóbortos nagybácsi (Lo zio indegno)
- 1989 Come stanno bene insieme (tévéfilm)
- 1989 La moglie ingenua e il marito malato (tévéfilm)
- 1989 Stradivari
- 1988 A kis ördög (Il piccolo diavolo)
- 1988 Sei delitti per padre Brown (tévésorozat)
- 1988 Mignon è partita
- 1987 Gli Occhiali d’oro
- 1987 A család (La famiglia)
- 1987 Poncius Pilátus szerint (Secondo Ponzio Pilato)
- 1987 Noyade interdite
- 1986 Reméljük, lány lesz (Speriamo che sia femmina)
- 1986 A menyasszony gyönyörű volt (La sposa era bellissima)
- 1986 Az amerikai feleség (La sposa americana)
- 1985 Mamma Ebe
- 1985 D’Annunzio
- 1985 Segreti segreti
- 1984 Il momento magico
- 1984 L’attenzione
- 1984 Una donna allo specchio
- 1984 Mi faccia causa
- 1984 I racconti del maresciallo (tévésorozat)
- 1983 A kulcs (La chiave)
- 1983 Vacanze di Natale
- 1982 Eccezzziunale… veramente
- 1982 Bello mio, bellezza mia
- 1981 La disubbidienza
- 1980 A terasz (La Terrazza)
- 1980 Az igazság a Savolta-ügyben (La verdad sobre el caso Savolta)
- 1980 Desideria: La vita interiore
- 1980 Lulù (tévéfilm)
- 1979 Le Maître-nageur
- 1979 Forgalmi dugó (L’ingorgo – Una storia impossibile)
- 1978 Io sono mia
- 1978 Hová mész nyaralni ? (Dove vai in vacanza?) (a Sarò tutta per te című epizódban)
- 1976 Huszadik század (Novecento)
- 1976 A varázslók (Les magiciens)
- 1976 Le Voyage de noces
- 1976 Police Python 357
- 1976 Fura esetek (Quelle strane occasioni) (a L’ascensore című epizódban)
- 1974 Mennyire szerettük egymást! (C’eravamo tanto amati)
- 1974 Szerelmi bűntény (Delitto d’amore)
- 1972 Alfredo, Alfredo
- 1972 Il Diavolo nel cervello
- 1971 La Tarantola dal ventre nero
- 1970 A megalkuvó (Il conformista)
- 1970 Un estate con sentimento
- 1970 Brancaleone keresztes hadjárata / Brancaleone a keresztes háborúba megy (Brancaleone alle crociate)
- 1969 Gramigna szeretője (L’amante di Gramigna)
- 1968 Partner
- 1967 Az erkölcstelen férfi (L’immorale)
- 1966 Tendre voyou
- 1965 Én jól ismerem őt (Io la conoscevo bene)
- 1964 La Chance et l’amour (a Les fiancés de la chance című epizódban)
- 1964 Elcsábítva és elhagyatva (Sedotta e abbandonata)
- 1963 L’Aîné des Ferchaux
- 1963 Il fornaretto di Venezia
- 1963 A szűzek (Les Vierges)
- 1963 La bella di Lodi
- 1962 Válás olasz módra (Divorzio all’italiana)
- 1961 Gioventù di notte
- 1961 A szövetséges (Il federale)

## Fontosabb díjak és jelölések

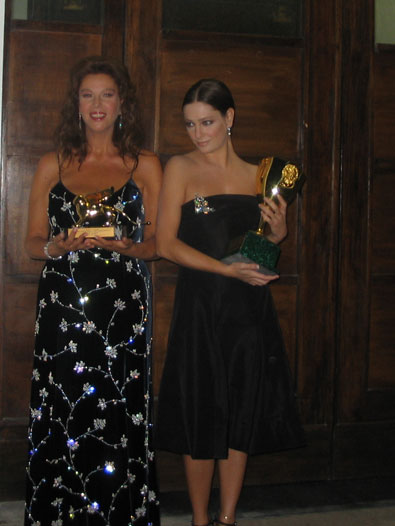
Stefania Sandrelli (balra) és Giovanna Mezzogiorno (jobbra) a 2005-ös velencei filmfesztiválon

### David di Donatello-díj
- 1989 díj Mignon è partita (legjobb színésznő)
- 2001 díj Az utolsó csók (legjobb női mellékszereplő)
- 2002 díj Figli/Hijos (legjobb női mellékszereplő)

### Európai Filmdíj(Félix-díj)
- 2001 jelölés Az utolsó csók (legjobb színésznő)

### Ezüst Szalag díj
- 1980 díj A terasz (legjobb női mellékszereplő)
- 1989 díj Mignon è partita (legjobb női mellékszereplő)
- 1999 díj A vacsora (legjobb női mellékszereplő)
- 2001 díj Az utolsó csók (legjobb női mellékszereplő)
- 2006 Tiszteletbeli díj az életműért

### San Sebastián-i Nemzetközi Filmfesztivál
- 1969 díj Gramigna szeretője (megosztva Ludmila Csurszinával)

### Velencei filmfesztivál
- 2005 Életműdíj